# Listă de seriale de televiziune românești
Aceasta este o listă de seriale TV românești de diferite genuri (dramă, comedie, telenovele, etc.), difuzate pe diferite canale de televiziune din România (Pro TV, Antena 1, Kanal D, Acasă TV, Prima TV...) într-un interval de timp, clasificate în ordine cronologică, în anii când au avut loc premierele și debutul lor.

## Anii 1990

### 1994
- Călătorie de neuitat (TVR 1, 1994) - aventuri

### 1999
- Garcea (Pro TV, 1999–2003) - comedie
- 1, 2, 3 (Pro TV, 1999) - comedie
- Boier, Moflea și Vodă (Pro TV, 1999) - comedie
- Vacanța Mare (Pro TV, 1999–2007; Kanal D, 2007–2009, 2015–2019) - comedie[1][2][3]
- Clanul Popeștilor (Antena 1, 1999–2000) - comedie

## Anii 2000

### 2000
- Poveste imorală (România 1, 2000) - thriller (polițist)

### 2001
- Martorii (România 1, 2001) - thriller (crimă)
- Călcâiul lui Ahile (România 1, 2001–2002) - comedie
- Detectiv fără voie (România 1, 2001) - acțiune
- Eu, tu și tăticu' (Antena 1, 2001) - comedie

### 2002
- La Bloc (Pro TV, 2002–2008, 2013) - comedie[4][5][6][7][8][9]
- Leana ṣi Costel (Pro TV, 2002–2007) - comedie
- În familie (Prima TV, 2002–2003) - telenovelă, dramă[10][11]
- Ca$$a Loco (Pro TV, 2002) - comedie
- Dădaca 2+1 (Acasă TV, 2002–2003) - comedie
- Căsătorie de probă 1&2 (Acasă TV, 2002–2003) - comedie

### 2003
- Căsătorie de probă (Acasă TV, 2003–2004) - comedie
- Tot înainte! (Pro TV, 2003) - comedie
- Trăsniții (Prima TV, 2003–2020) - comedie[12][13][14][15]
- Pitici și tătici (Prima TV, 2003–2004) - comedie
- Ultimul stinge lumina (România 1, 2003) - comedie

### 2004
- Numai iubirea (Acasă TV/Pro TV,  2004–2005) - telenovelă[16][17][18]
- Irezistibilii (Prima TV, (2004–2005) - comedie
- Căsătorie imposibilă (TVR 1, 2004) - dramă
- Hacker (TVR 1, 2004) - dramă/acțiune
- Eu, tu, tăticu' și tataie (Antena 1, 2004–2005) - comedie

### 2005
- Băieți buni (Pro TV, 2005) - dramă, acțiune
- Burlacii (TVR 1, 2005) - comedie, romantic
- Fete cu lipici (Pro TV, 2005–2006) - dramă, acțiune
- Ulița spre Europa (TVR 1, 2005–2006) - comedie
- Lacrimi de iubire (Acasă TV, 2005–2006) - telenovelă, dramă[19][20][21]
- La servici (Pro TV, 2005–2006) - comedie
- Un caz de dispariție (Antena 1, 2005) - acțiune, thriller (polițist)
- Păcatele Evei (Acasă TV, 2005–2006) - telenovelă[22][23]
- Secretul Mariei (Antena 1, 2005–2006) - telenovelă[24][25][26]
- Gogo Mania (Antena 1, 2005–2006; Prima TV, 2006) - comedie
- Cuscrele (Național TV, 2005) - comedie

### 2006
- Martor fără voie (Antena 1, 2006) - dramă, thriller
- Daria, iubirea mea (Acasă TV, 2006–2007) - telenovelă[27][28]
- Iubire ca în filme (Acasă TV, 2006–2007) - telenovelă[29][30][31]
- Meseriașii (Pro TV, 2006–2007) - comedie
- Mondenii (Prima TV, 2006–2015) - comedie
- Om sărac, om bogat (Pro TV, 2006–2007) - dramă, acțiune
- Baronii (Național TV, 2006–2007) - comedie
- Vocea inimii (Antena 1, 2006–2007) - dramă[32][33][34][35]
- Fast Food (Antena 1, 2006) - comedie
- La urgență (TVR 1, 2006–2007) - comedie
- Păcatele Evei (Acasă TV, 2006) - telenovelă
- Lombarazilor 8 (B1 TV, 2006) - dramă

### 2007
- Cu un pas înainte (Pro TV, 2007–2008) - muzical
- Războiul sexelor (Acasă TV, 2007–2008) - comedie romantică[36][37]
- Nimeni nu-i perfect (Prima TV, 2007–2008) - dramă
- Inimă de țigan (Acasă TV, 2007–2008) - telenovelă[38][39][40]
- Clanu' sprânceană (Antena 1, 2007–2008) - dramă
- Gașca (Kanal D, 2007) - comedie
- Chiquititas (Kanal D, 2007) - comedie, familie
- Restaurant Europa (Kanal D, 2007) - comedie

### 2008
- Arestat la domiciliu (Pro TV, 2008) - comedie[41]
- Doctori de mame (Acasă TV, 2008) - dramă[42][43]
- Îngerașii (Acasă TV, 2008–2009) - comedie romantică[44][45][46]
- Regina (Acasă TV, 2008–2009) - telenovelă[47][48]
- Scene de căsnicie (Antena 1, 2008–2009) - sitcom, dramă
- Vine Poliṭia! (Pro TV, 2008) - dramă, acțiune
- Voință de femeie (Kanal D, 2008) - dramă
- 17-o poveste despre destin (Prima TV, 2008) - dramă, acțiune
- Serviciul omoruri (TVR 1, 2008) - dramă
- Anticamera (Pro TV, 2008) - comedie
- Ușă-n ușă (Kanal D, 2008) - comedie

### 2009
- Aniela (Acasă TV, 2009–2010) - telenovelă[49][50][51][52][53]
- Fetele marinarului (Antena 1, 2009) - dramă
- State de România (Pro TV, 2009–2010) - dramă
- Sat TV (TVR 2, 2009–2011) - comedie
- Efect 30 (Prima TV, 2009) - dramă
- Fete de măritat (Prima TV, 2009–2010) - comedie, romantic

## Anii 2010

### 2010
- Spionii din vecini (OTV, 2010)
- Iubire și onoare (Acasă TV, 2010–2011) - telenovelă[54][55][56][57][58]
- Moștenirea (Pro TV, 2010–2011) - dramă
- Narcisa sălbatică (Antena 1, 2010–2011) - telenovelă[59][60][61][62][63]
- În derivă (HBO, 2010–2013) - dramă
- Bătrâni și neliniștiți (Prima TV, 2010–2012) - comedie, reality

### 2011
- Eu, Tu, El si Ea (Prima TV, 2011) - comedie
- Iubiri secrete (Prima TV, 2011–2014) - reality-telenovelă[64]
- Pariu cu viața (Pro TV, 2011–2013) - muzical[65][66][67][68]

### 2012
- Las Fierbinți (Pro TV, 2012–prezent) - comedie[69][70][71][72][73][74]
- Tanti Florica (Pro TV, 2012–2013) - comedie[75][76][77][78]
- Spitalul de demență (Pro TV, 2012–2013) - comedie[79][80][81][82]

### 2013
- Îngeri pierduți (Acasă TV, 2013) - telenovelă[83][84][85][86]
- Rămâi cu mine (HBO, 2013) - dramă

### 2014
- Fetele lu' domn profesor (Kanal D, 2014) - comedie
- Jurnalul unui Burlac (Prima TV, 2014) - comedie
- O nouă viață (Acasă TV, 2014) - telenovelă muzicală[87][88][89][90][91]
- O săptămână nebună (Pro TV, 2014) - comedie
- Umbre (HBO, 2014–2019) - dramă, acțiune, thriller

### 2015
- Caméra Café (Antena 1, 2015) - comedie
- Lecții de viață (Pro TV, 2015–prezent) - dramă
- La TV (Prima TV, 2015–2016) - comedie
- Cheia Sol (TVH, 2015) - comedie
- Secrete spulberate (TVH, 2015) - dramă

### 2016
- Deschide ochii (Pro TV, 2016) - dramă
- How to become popular in High School (YouTube, 2016–2018) - dramă, familie
- Atletico Textila (Pro TV, 2016–2017, Voyo, 2024–prezent) - comedie[92][93][94][95][96][97]
- Băieți de oraș (Antena 1, 2016–2018) - comedie[98][99][100][101]
- Valea mută (HBO, 2016) - dramă, acțiune, thriller (crimă)
- Moștenirea Oliviei (TVH, 2016) - romantic

### 2017
- Ai noștri (Pro TV, 2017) - comedie[102][103][104][105]
- Când mama nu-i acasă (Antena 1, Happy Channel, 2017) - dramă[106][107][108][109][110][111]
- O grămadă de caramele (Happy Channel, 2017–2019) - dramă[112][113][114][115][116]
- CASTiNG (YouTube, 2017–2018) - comedie
- Anii de sâmbătă seara  - comedie
- Lara (YouTube, 2017-2019) - dramă

### 2018
- Fructul Oprit (Antena 1, 2018–2019) - dramă[117][118][119]
- Daca casa mea ai vorbit (YouTube, 2018-2021) - comedie
- Iubire și secrete (Național TV, 2018) - dramă
- Mă cunoașteți? (YouTube, 2018–2021) - dramă
- Hackerville (HBO, 2018) - acțiune, thriller
- Primăverii (TVR 2, 2018) - comedie
- Triplusec (Pro TV, 2018) - comedie[120][121][122][123]
- Oportuniștii (Look Plus, 2018; Prima TV, 2021–2022) - comedie

### 2019
- Vlad (Pro TV, 2019–2021) - dramă
- Liber ca pasărea cerului (Antena 1, 2019) - comedie[124][125][126][127]
- L-a seral (YouTube, 2019) - comedie
- Random (YouTube, 2019) - dramă
- Profu’ (Pro TV, 2019–2021) - comedie[128][129][130][131]
- Sacrificiul (Antena 1, 2019–2020) - dramă[132][133][134][135]
- Mangalița (Antena 1, 2019–2020) - comedie[136][137][138][139]
- Moldovenii (Kanal D, 2019–2020) - comedie[140][141][142][143]

## Anii 2020

### 2020
- Videochat (Pro TV, 2020) - comedie[144][145][146]
- Șase (YouTube, 2020) - aventură
- Bani negri (pentru zile albe) (HBO/HBO GO, 2020) - dramă, comedie, acțiune
- Sirenele (YouTube, 2020)

### 2021
- Adela (Antena 1, 2021–2022) - dramă/acțiune[147][148][149]
- Povești de familie (Antena 1, 2021–2023) - dramă, familie
- Casa mea e bantuita (YouTube, 2021) - comedie
- AltKFC (YouTube, 2021) - comedie
- Secretele Președintelui (Prima TV, 2021–prezent) - comedie
- Familia Ham (YouTube, 2021-2022) - comedie

### 2022
- Ruxx (HBO Max, 2022) - dramă
- Strada speranței (Kanal D, 2022) - comedie
- Clanul (Pro TV, 2022–2024) - acțiune, thriller, dramă
- La oraș (Voyo, 2022) - comedie
- Pup-o mă! Înfruntarea bacilor (Prima TV, 2022) - comedie

### 2023
- Lia - Soția soțului meu (Antena 1, 2023–2024) - dramă[150][151][152]
- Spy/Master (HBO, 2023) - acțiune, dramă, thriller
- Lasă-mă, îmi place! Camera 609 (Antena 1, 2023–2024) - comedie romantică[153][154][155]
- Groapa (Voyo, Pro TV, 2023–prezent) - acțiune, dramă
- Bravo, tată! (Antena 1, 2023–2024) - comedie[156][157][158][159][160][161]
- Chucky (YouTube, 2023-prezent) - comedie

### 2024
- Brigada Nimic (Pro TV, 2024) - comedie/acțiune[162][163][164][165]
- Tătuțu' (PRO TV, Voyo, 2024–prezent) - acțiune, thriller, dramă
- Iubire cu parfum de lavandă (Antena 1, 2024–prezent) - dramă[166][167][168]
- Scara B (Pro TV, 2024–prezent) - comedie[169][170][171][172][173]

### 2025
- Ana, Mi-ai fost scrisă în ADN (Antena 1, 2025–prezent) - dramă[174][175][176]
- Subteran (Netflix, 2025–prezent) - acțiune, thriller
- Țup (Voyo, 2025–prezent) - animație
- Betoane (Voyo, 2025–prezent) - comedie[177][178][179]